# Alain Lascoux
Alain Lascoux (17 de outubro de 1944 – 20 de outubro de 2013) foi um matemático francês, que trabalhou com combinatória algébrica.
Lascoux obteve um doutorado em 1967 na Universidade de Paris, orientado por Jean-Louis Verdier.
Foi palestrante convidado do Congresso Internacional de Matemáticos em Berlim (1998 - Ordonner le Groupe Symmetrique: Pourquoi Utiliser l'Algµebre de Iwahori-Hecke).